# Let Me Ride
Let Me Ride – trzeci singiel amerykańskiego rapera Dr. Dre pochodzący z jego debiutanckiego albumu The Chronic. Gościnnie występuje Snoop Doggy Dogg. Do utworu powstał teledysk.

## Notowania
| Notowanie                        | Pozycja          |
| -------------------------------- | ---------------- |
| U.S. Billboard Hot 100           | 34               |
| Hot R&B/Hip-Hop Singles & Tracks | 34               |
| Rhythmic Top 40                  | 21               |
| Hot Dance Music/Club Play        | 45               |
| Hot Rap Singles                  | 3                |
| Grammy Awards                    | Best Rap Soloist |